# Cryptocanthon rayonensis
Cryptocanthon rayonensis är en skalbaggsart som beskrevs av Cook 2002. Cryptocanthon rayonensis ingår i släktet Cryptocanthon och familjen bladhorningar. Inga underarter finns listade i Catalogue of Life.